# 노스런던

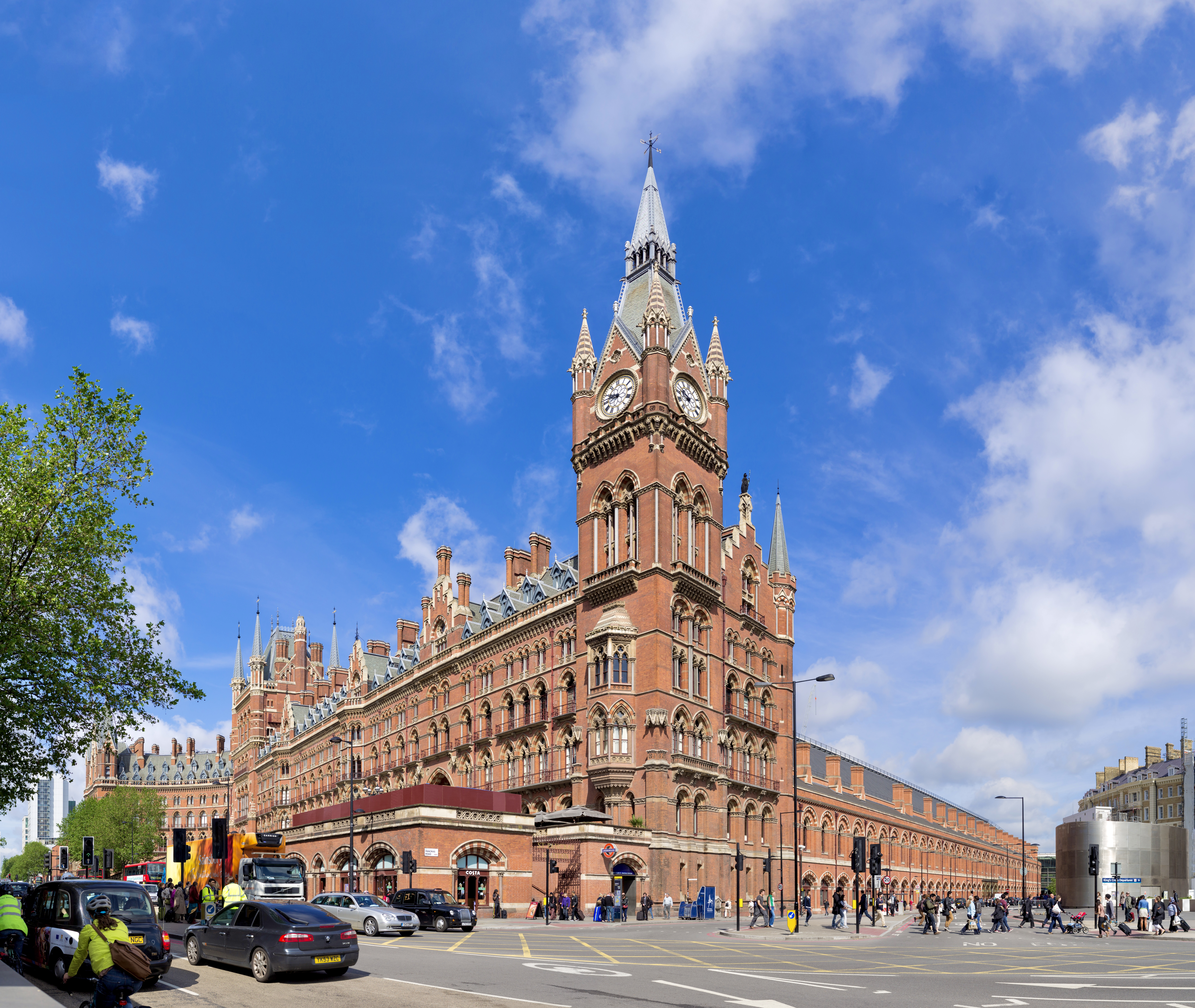
노스런던의 대표적인 교통 중심지인 세인트 판크라스 역

노스런던 (North London)은 영국 잉글랜드 런던의 템스강 이북의 일부 지역을 일컫는 말이다. 공식적인 지명은 아니기 때문에 그 경계 역시 명확치 않지만, 대체로 시티오브런던 금융지구의 끝자락인 클라컨웰-핀스베리부터 그레이터런던 외곽의 허트퍼드셔와 만나는 지역까지로 규정된다. 이에 따르면 똑같이 템스강 이북에 위치한 시티오브런던은 노스런던에 들어가지 않게 된다.
노스런던이라는 용어 자체는 사우스런던, 이스트런던, 웨스트런던 등 런던을 방위에 따라 네 등분으로 나눈 것에서 유래하였다. 런던 중심부를 센트럴런던으로 따로 묶을 경우, 노스런던의 일부 지역이 센트럴런던으로 구분되기도 한다. 우편구역상으로는 '노던' (Northern)이란 이름의 구역이 있기는 하나, 흔히 노스런던 영역으로 인식되는 지역이 빠지는가 하면, 인식되지 않는 지역이 들어가기도 한다.

## 역사
고대 로마제국 시절의 런던은 런던 성벽 안쪽으로만 시가지가 형성되었고, 중세에 이르기까지도 그것을 경계로 고스란히 발전하면서 시티오브런던을 이뤘다. 성벽의 북쪽 대문 너머 지역은 무어필드라 해서 거친 늪지대로 가득했고, 사람이 왕래할 길도 다른 대문 쪽 길목과는 달리 잘 조성되지 않았기 때문에 시가지의 형성 속도도 더뎠다. 교회에서 관리하는 교구 역시 노스런던 지역만큼은 빅토리아 시대에 들어와서도 대부분 농촌 지대로 이뤄졌다. 이들 교구 대부분은 '핀스베리 구역' (Finsbury division)이란 이름으로 묶이기도 했다.
19세기 초에는 이즐링턴과 세인트판크라스에 리전트 운하가 들어오면서 런던이 북쪽 방면으로 팽창하는 계기가 되었다. 여기에 철도망의 확충이 더해져 빠르게 도심화되었으며, 런던의 경제적 성장을 도모하고 교외 거주지역을 넓혀 나가는 데 영향을 주었다. 이 같은 추세는 20세기에 들어서도 계속되었으며, 자동차 통근이 일상화됨에 따라 더더욱 힘이 실렸다. 하지만 제2차 세계 대전 이후 광역 그린벨트를 설정하면서 더 이상의 시가지 확장은 이뤄지지 않게 되었다.

## 행정상의 쓰임새

### 선거구 구획위원회
2017년 영국 정부는 잉글랜드 구획위원회에게 영국 의회의 선거구를 재검토해달라고 요청했다. 구획위원회 측은 잉글랜드의 지역별로 시작해서 해당 지역 내의 지역관할 행정부들을 일정한 하위 지역으로 묶고, 거기서 하위 구역으로 다시 나누었다. 이 과정에서 설정된 '노스 템스' (North Thames) 하위지역에는 템스강 이북 지역에 해당되는 모든 런던 자치구가 배정됐다. 완전히 이북에 속한 19개 구에 리치먼드어폰템스구의 템스강 이북 지역을 합친 결과다. 앞서 2013년 재검토 당시에는 이와 같은 권고사항이 채택되지 않고 리치몬드구 전역을 사우스런던 하위지역에 포함시키는, 조금 다른 방식을 취했다.

### 도시계획 지역구분법
2004년 런던광역행정청이 발표한 종합도시계획인 '런던 플랜'에서는 런던의 각 하위지역을 구분해 놓았는데 여기서 바닛구, 해링게이구, 엔필드구, 월섬포리스트구의 4개 구를 '노스런던'으로 묶었다. 2008년판에서는 월섬포리스트구가 빠지는 대신 캠던구, 켄징턴 첼시구, 해크니구, 시티오브웨스트민스터가 새로 포함되었다.
가장 최근인 2011년 런던 플랜의 지역 구분법에서는 런던 중심부가 '센트럴'로 다시 분리됨에 따라, 노스런던은 바닛구, 해링게이구, 엔필드구로만 이뤄지게 되었다.

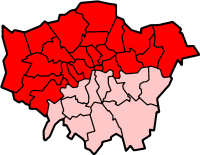
템스강 이북에 속한 런던 자치구의 영역. 구획위에서 규정한 영역이다.
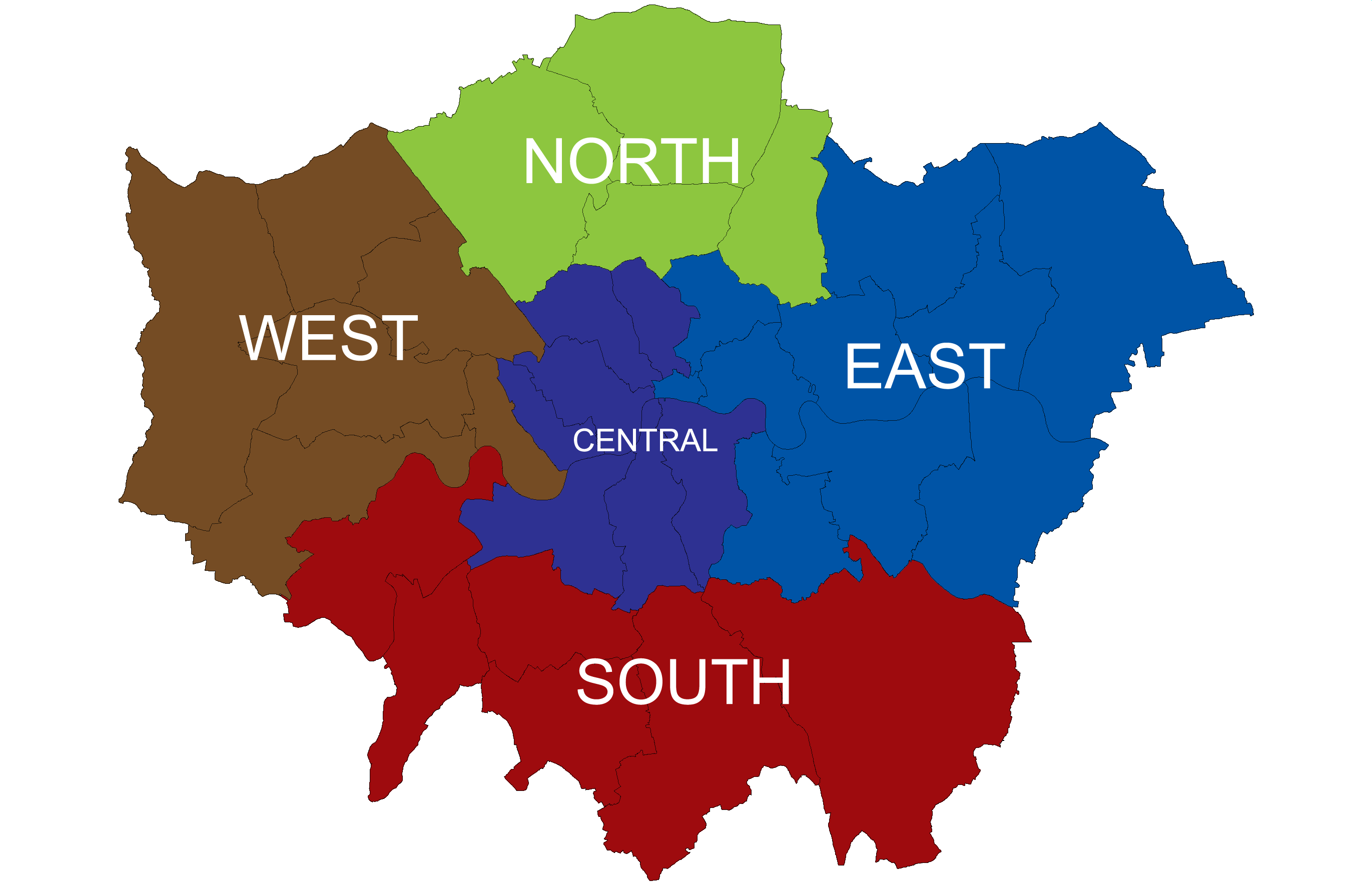
2004년 런던플랜의 지역구분법. 초록색으로 표시되어 있다.
2008년 런던플랜의 지역구분법. 초록색으로 표시되어 있으며, 기존의 센트럴런던 일부 지역이 추가됐다.
2011년 런던플랜의 지역구분법. 노란색으로 표시되어 있다.

## 노스런던의 구
잉글랜드 구획위원회에서 규정한 '노스 템스'에 들어가는 자치구, 즉 템스강 이북에 위치한 19구는 다음과 같다.
|  | 런던 자치구          | 영어명                 | 런던 플랜 구분법 (2011) | 런던 의회 지역구    |
|  | -------------------- | ---------------------- | ----------------------- | ------------------- |
|  | 바킹 대거넘구        | Barking and Dagenham   | 이스트                  | 시티 이스트         |
|  | 바닛구               | Barnet                 | 노스                    | 바닛 캠든           |
|  | 브렌트구             | Brent                  | 웨스트                  | 브렌트 해로         |
|  | 캠든 구              | Camden                 | 센트럴                  | 바닛 캠든           |
|  | 일링구               | Ealing                 | 웨스트                  | 일링 힐링던         |
|  | 엔필드구             | Enfield                | 노스                    | 엔필드 해링게이     |
|  | 해크니구             | Hackney                | 이스트                  | 노스이스트          |
|  | 해머스미스 풀럼구    | Hammersmith Fulham     | 웨스트                  | 웨스트센트럴        |
|  | 해링게이구           | Haringey               | 노스                    | 엔필드 해링게이     |
|  | 해로구               | Harrow                 | 웨스트                  | 브렌트 해로         |
|  | 헤이버링구           | Havering               | 이스트                  | 헤이버링 레드브리지 |
|  | 힐링던구             | Hillingdon             | 웨스트                  | 일링 힐링던         |
|  | 하운즐로구           | Hounslow               | 웨스트                  | 웨스트              |
|  | 이즐링턴구           | Islington              | 센트럴                  | 노스이스트          |
|  | 켄징턴 첼시 왕립구   | Kensington and Chelsea | 센트럴                  | 웨스트센트럴        |
|  | 뉴엄구               | Newham                 | 이스트                  | 시티 이스트         |
|  | 레드브리지구         | Redbridge              | 이스트                  | 헤이버링 레드브리지 |
|  | 월섬포리스트 구      | Waltham Forest         | 이스트                  | 노스이스트          |
|  | 시티오브웨스트민스터 | Westminster            | 센트럴                  | 웨스트센트럴        |

## 같이 보기
- 런던
- 북런던 더비
- 사우스런던
- 런던의 지리
- 런던 플랜